# Palpazione
Semeiotica

"Esame obiettivo"

 · Ispezione

 · Palpazione

 · Percussione

 · Auscultazione

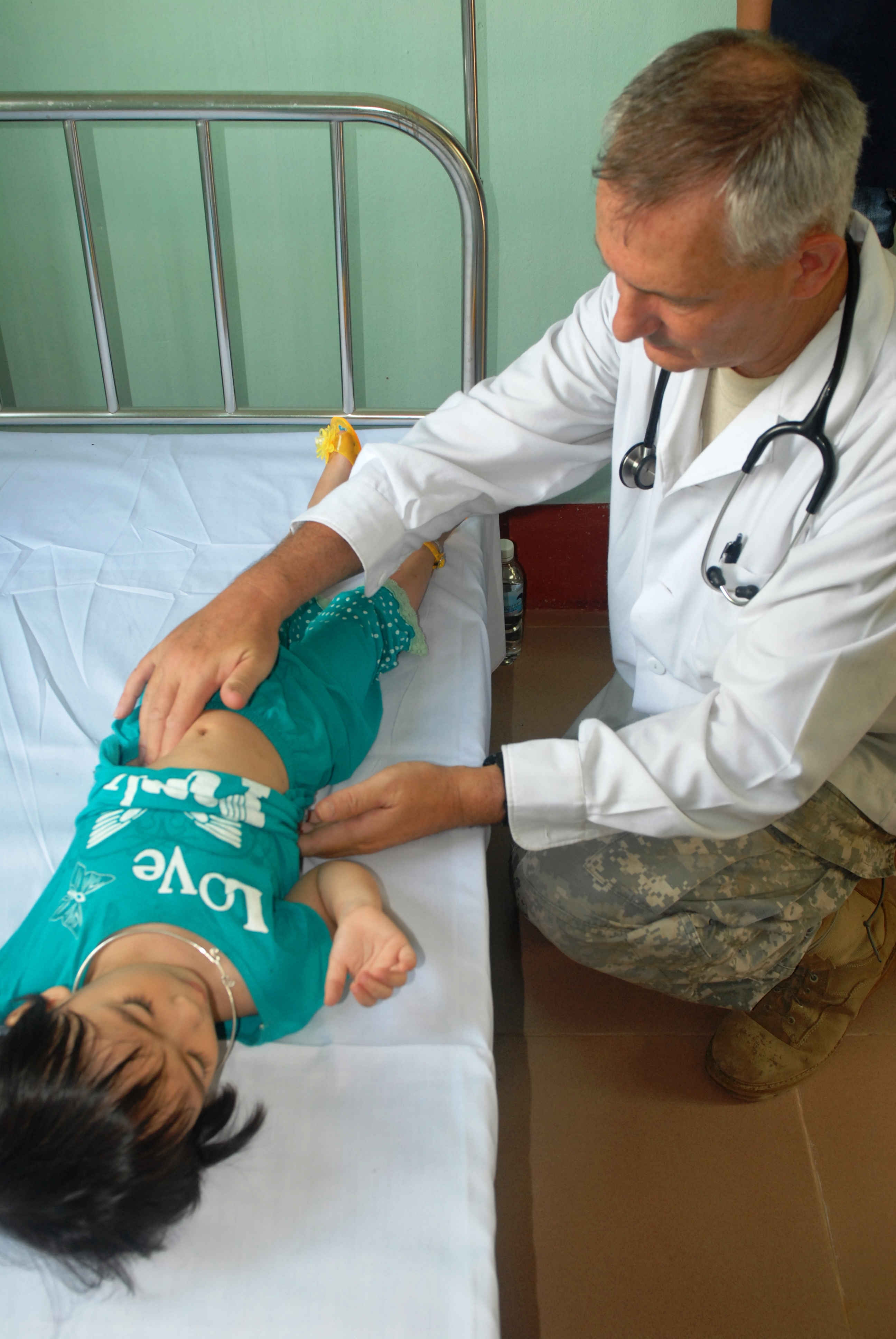
Un medico esegue la palpazione dell'addome di un bambino

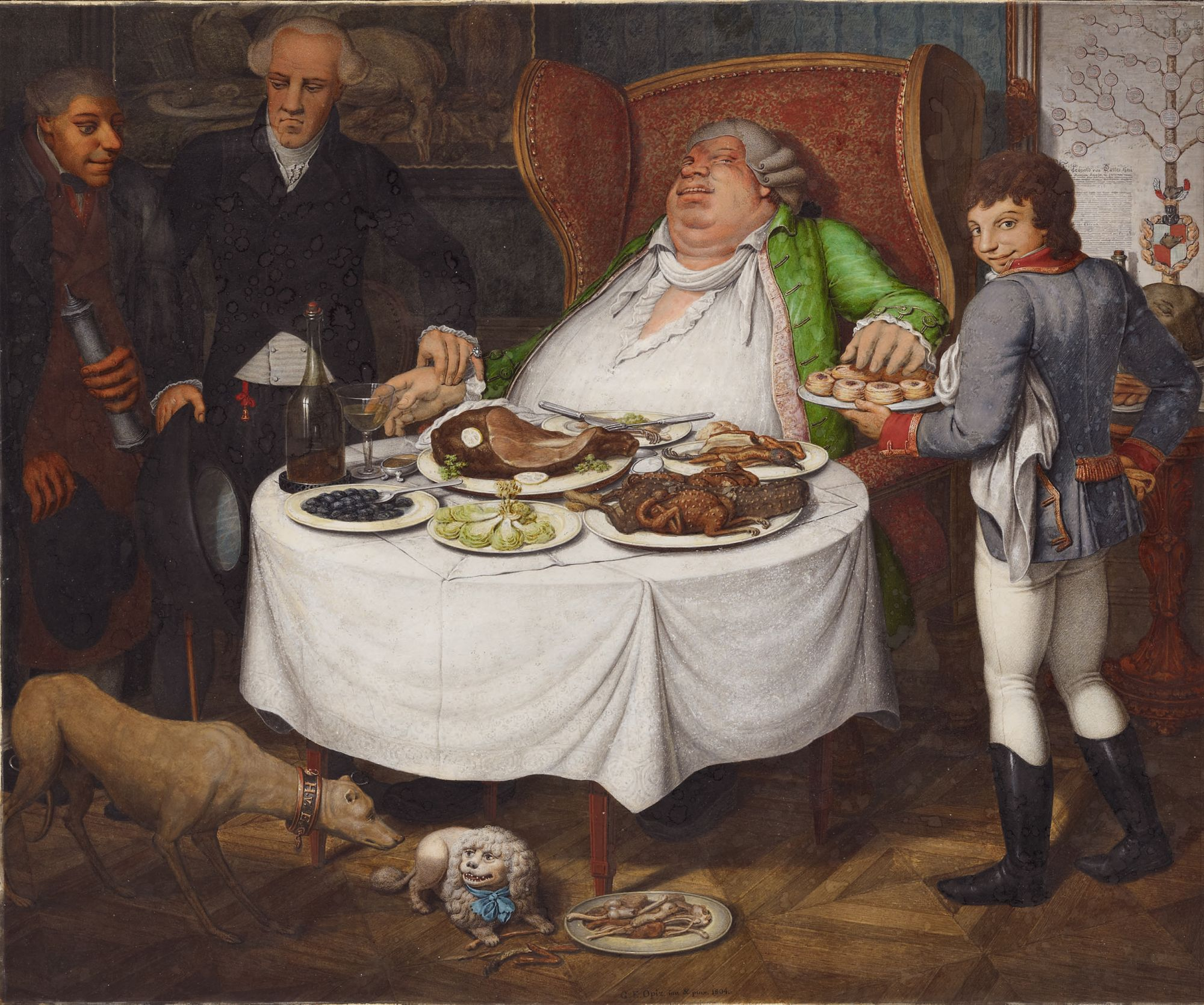
La palpazione del polso: dipinto di Georg Emanuel Opiz Der Völler 1804

Per  palpazione  in campo medico, si intende una parte dell'esame obiettivo, dove il medico o l'infermiere 
utilizza le proprie mani a contatto col corpo del paziente esercitando pressioni, trazioni, penetrazione di organi ed apparati accessibili, sfregamenti, premiture per molteplici finalità:
- valutazione di posizione, sede, dimensioni, forma, consistenza, continuità, movimenti e mobilità di un organo o tessuto (muscoli, fegato, tiroide, segmenti ossei, cuore, linfonodi, prostata, articolazioni, vescica, testicolo eccetera)
- ricerca di segni clinici
- individuazione di eventuali tumefazioni patologiche
- determinazione della presenza ed entità di dolore evocato
  - punti dolorosi (ureterale, appendicolare, colecistico,  eccetera)
  - per controllare i tender point della persona, a volte infatti la palpazione rimane l'unico mezzo diagnostico di alcune malattie come la fibromialgia e la sindrome del dolore miofasciale.[1]
- ricerca polsi arteriosi fisiologici e patologici
- rilevazione di fremiti, crepitii, fremito vocale tattile (FVT)
- valutazione della presenza ed entità di edema
  - tissutale, per esempio agli arti inferiori: segno della fovea
  - raccolto in cavità, ad esempio in addome: ascite (segno del fiotto)
- per avere indicazioni sulla temperatura di un distretto corporeo (ad esempio un'articolazione infiammata)
- valutazione dello stato di idratazione
- studio della sensibilità ed evocazione di riflessi
- corpi estranei

Le parti più analizzate sono il torace e l'addome.
La palpazione può essere superficiale, media o profonda.
Può essere condotta con una o, più frequentemente, con due mani (palpazione bimanuale).

## Altri utilizzi
- In veterinaria le palpazioni vengono effettuate per comprendere lo stato gravidico di un animale
- Nel rapporto di coppia viene usata per generare il telotismo